# Robert Van Lancker
Robert Van Lancker (né le 11 décembre 1946 à Grâce-Berleur) est un coureur cycliste belge. Professionnel de 1968 à 1976, il a notamment été champion du monde de vitesse en 1972 et 1973.
Marié avec Elsy Mollekens (de Mensura)

## Palmarès

### Jeux olympiques
- Mexico 1968
  -  Médaillé de bronze du tandem

### Championnats du monde
- Amsterdam 1967
  -  Médaillé de bronze du tandem amateurs
- Montevideo 1968
  -  Médaillé de bronze de la vitesse amateurs
  -  Médaillé d'argent du tandem amateurs
- Anvers 1969
  -  Médaillé d'argent de la vitesse
- Varèse 1971
  -  Médaillé d'argent de la vitesse
- Marseille 1972
  -  Champion du monde de vitesse
- Saint-Sébastien 1973
  -  Champion du monde de vitesse
- Montréal 1974
  -  Médaillé de bronze de la vitesse

### Championnats nationaux
- Champion de Belgique de tandem amateurs en 1967, 1968
- Champion de Belgique de vitesse amateurs en 1968
- Champion de Belgique de vitesse en 1970, 1971, 1972, 1973, 1974, 1976
- Champion de Belgique de tandem en 1970

### Six jours
- 1973 : Six jours de Montréal avec Ferdinand Bracke

### Grands Prix
- Grand Prix d’Anvers : 1971, 1974 et 1975